# Montornès (Conca de Barberà)
Montornès (Conca de Barberà) és una partida de terra de la Conca de Barberà (situada més o menys entre els 4º 23’ de latitud i els 41º 23’ de longitud), que comparteixen els termes municipals de Barberà de la Conca i Montblanc.Al llarg dels segles xiii i xiv, a la part de Montblanc hi foren construïts el Mas de Foguet (actual Mas de Gassol) i l'ermita de Santa Anna de Montornès.

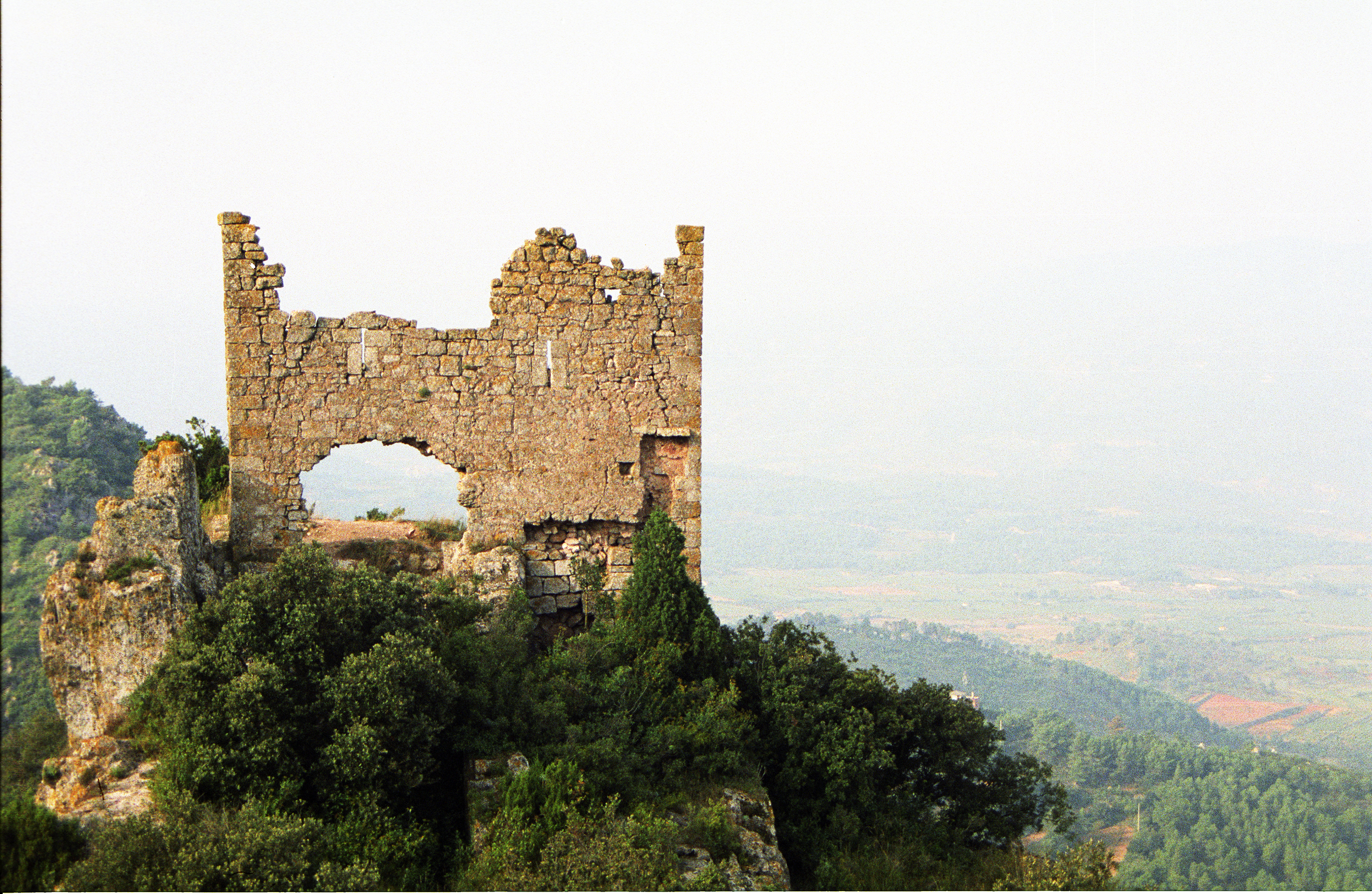
Montornès des del castell de Prenafeta, 1991 (aquest mur, avui, enderrocat).

## Història
Originàriament, Montornès havia estat una quadra del castell de Barberà propietat dels Puigverd. Aquests al llarg dels segles XII i XIII van fer diferents donacions del lloc a Poblet i a l'Arquebisbe de Tarragona, que ocasionaren conflictes entre ambdós beneficiaris. Finalment, la solució fou deixar que la jurisdicció civil sobre Montornès fos per al monestir i l'eclesiàstica per a la parròquia de Santa Maria de Barberà.

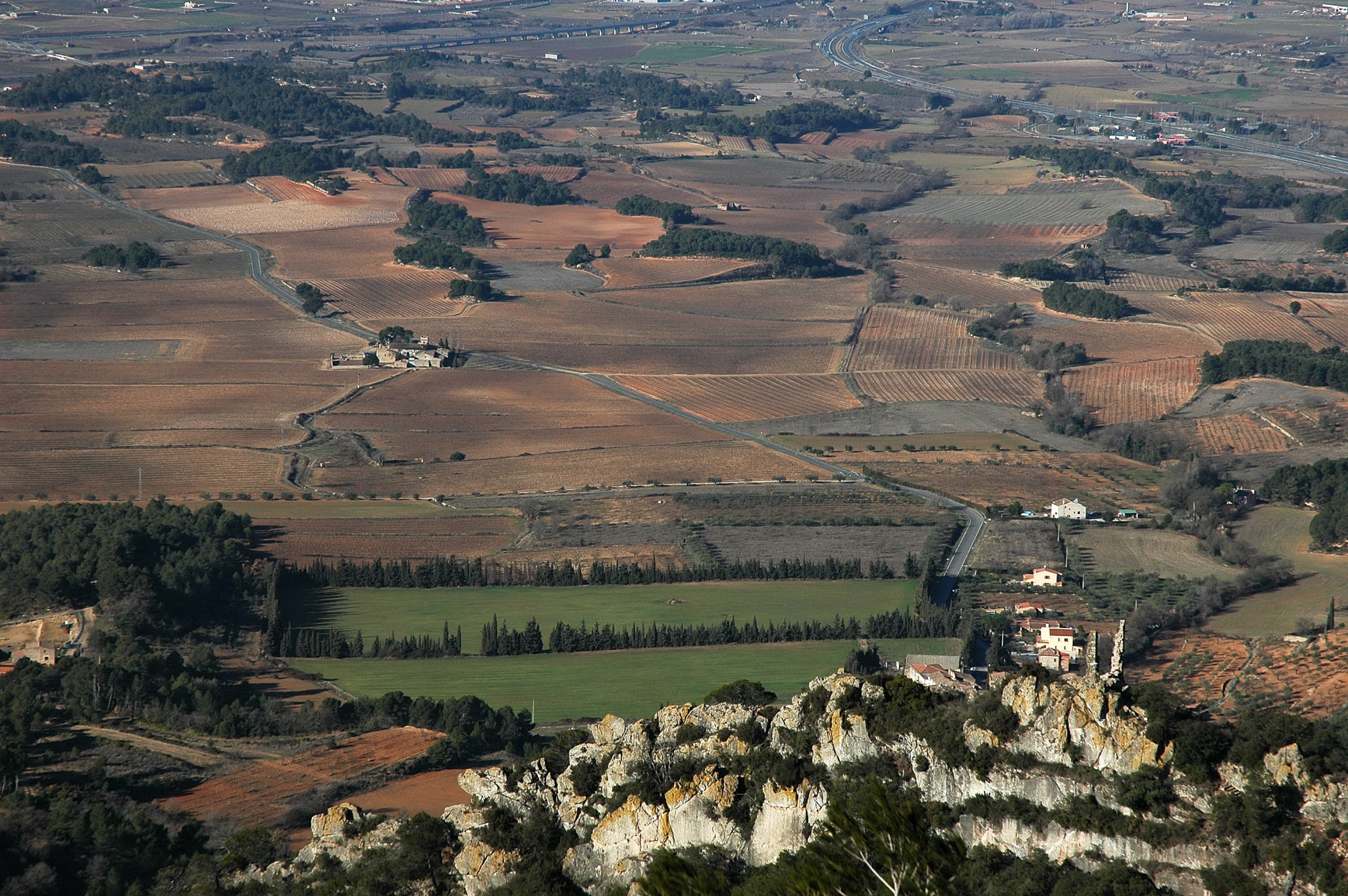
Vista de Prenafeta des de la Serra de Miramar. A sota, d'ample a ample les terres de Montornès amb el Mas de la Sabatera a l'esquerra, a tocar de la carretera.

### Fi delseglexiii: Montornès, membre de la Baronia de Prenafeta i fundació del Mas de Foguet - (Mas de Gassol)
El mes de febrer de 1297, Berenguer de Puigverd deixà en testament a Poblet els “castells i viles” de Prenafeta, Figuerola, Miramar i Montornès, amb els quals el monestir va organitzar la Baronia de Prenafeta. Tanmateix, per fer-ho Poblet volgué que, com els altres membres, la quadra de Montornès fos també “castell i vila”. Ho solucionà falsificant tres documents en els quals es barregen deliberadament persones i llocs del Montornès de la Conca i el Montornès de Segarra. Aquests pergamins només es troben al fons de Poblet, ara a l'AHN.
La condició d'un Montornès “castell i vila” interessava Poblet, com ben aviat es faria evident: el 28 de juliol del mateix, any 1297, l'abat i monestir l'establien a Ramon Iverna i a Arnau Ros. El castell i lloc de Montornès afrontava amb els termes de Barberà, Prenafeta i el Pinetell. Els beneficiaris l'havien d'habitar i pagar perpètuament al monestir la cinquena part dels fruits que hi collissin i la tercera de qualsevol venda. A més, estaven obligats a les servituds que havien tingut els veïns del lloc. Poblet els donava els honors, les possessions i les cases que en aquell moment tenia Montornès, i es reservava la pallissa i un espai suficient per construir-hi un bon celler.
Així, doncs, el “castell i lloc” de Montornès que Poblet establia l'any 1297 als pagesos Iverna i Ros no podia ser altre que el segle xiv seria el Mas de Foguet, i a partir de finals del XVIII, el Mas de Gassol.

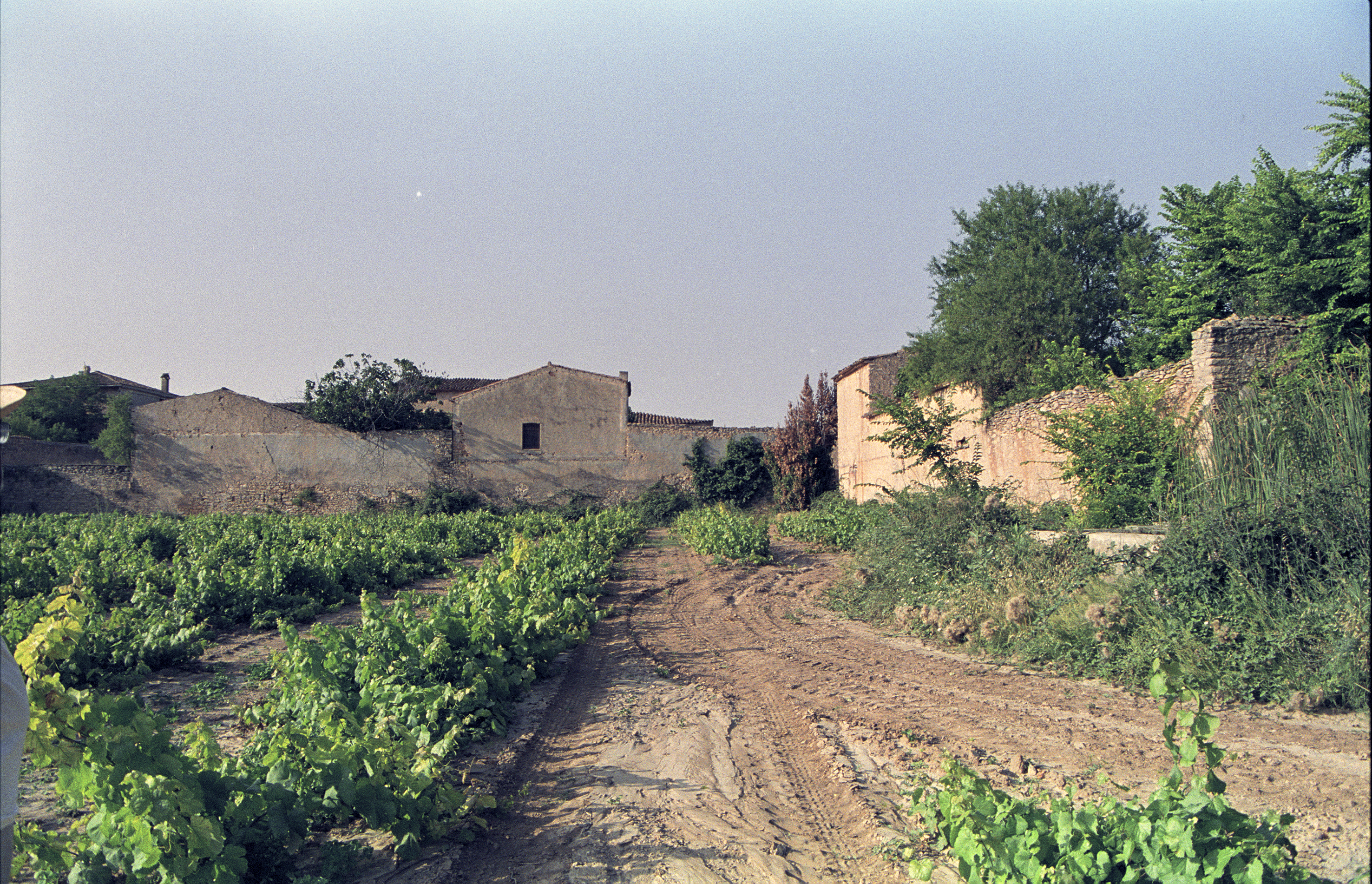
Mas de Gassol (antic Mas de Foguet) a Montornès, 1992

### Segle XIV: construcció de l'ermita de Santa Anna a Montornès
L'any 1373, en un tros de terra del davant del Mas de Foguet hi fou construïda l'ermita de Santa Anna de Montornès. L'ermita i la quadra de Montornès foren estudiades exhaustivament per mossèn Josep Porta i Blanch, rector de Barberà entre 1900 i 1905. En cap lloc de la voluminosa documentació de l'Arxiu Parroquial de Barberà que mossèn Porta utilitzà per redactar l'extens capítol dedicat a Santa Anna de Montornès no es parla de cap “castell” ni de cap “vila” de Montornès i si en canvi de certs masos allí existents des de l'Edat Mitjana.
Des que fou construïda a Montornès l'ermita de Santa Anna, els amos del Mas Foguet no deixaren de protegir-la; no debades, des dels orígens, l'ermita era una de les esglésies sufragànies de la parròquia de Santa Maria de Barberà.
Per als propietaris del Mas Foguet Santa Anna era la "seua" parroquial, i per això podien ser-hi batejats; s’hi podien casar i també ser enterrats al vas sepulcral que hi ha davant del presbiteri.